# 金子織江
金子 織江（かねこ おりえ、1991年（平成3年）4月4日 - ）は、日本のタレント、モデル、女優。本名同じ。東京都出身。日出高等学校卒業。
以前は奏木 純（かなき じゅん）、葉山 織江（はやま おりえ）として活動。

## 略歴
2007年、フジテレビ系列の昼ドラ「愛の迷宮」（東海テレビ制作）に出演。
2008年7月にはミスマガジン2008に出場してセミファイナリストまで進出し、ミスマガ！Gyao賞を獲得する。この受賞を受けて、同年12月に1st DVD「マガジンメイト 奏木純」を発売、グラビアアイドルとしての活動も始めた。
2009年、生年月日が同じで同じくミスマガジン2008のセミファイナリストの小池唯と「Tomato n' Pine」を結成。誕生日である4月4日にCDデビューした。後に脱退し、芸能活動を一時休止。
2011年10月にNon-noモデルオーディション2011に出場してファイナリストまで進出。
2011年、美女暦に登場した美女の中から選ばれる「ミス美女暦2011グランプリ」を受賞。また、時を同じくして「ミス美女応援2011グランプリ」も受賞。
2012年1月より本名の「金子織江」として活動を開始。
2012年1月より日本テレビ系列の「スタードラフト会議」に出演。
「告白」をテーマにした、様々なシーンの演技を披露した。
2012年3月、「東京ガールズコレクション 2012 SPRING/SUMMER」に出演。
2012年7月より日本テレビ系列の土曜ドラマ「ゴーストママ捜査線〜僕とママの不思議な100日〜」に出演。
2013年7月にミスiD2014に出場してファイナリストに進出し、吉田豪賞を受賞。
2013年、「ミス美女暦2013グランプリ」を受賞。

## 人物
2014年1月13日にプロサッカー選手の高木俊幸と結婚。同年12月18日にハワイで挙式した。2015年2月6日に第1子男児を出産したが、後に離婚。

## 出演

### テレビドラマ
- 愛の迷宮（東海テレビ、2007年（平成19年）） - 2部の鮎川恵理香役
- RESET（読売テレビ、2009年（平成21年）） - 第6話出演
- エゴイスト 〜egoist〜 （東海テレビ、2009年（平成21年））- 17歳の西条玲子役
- ゴーストママ捜査線〜僕とママの不思議な100日〜（日本テレビ、2012年（平成24年）） - 西野夏美（志田未来の親友）役[10]

### バラエティ
- スター☆ドラフト会議（日本テレビ、2012年（平成24年））[6][7]
- 世界一受けたい授業（日本テレビ、2012年（平成24年））[16]

### CM
- 「＆mico」Webモデル、2013年（平成25年）2月[17]〜
- 「リクルート ホットペッパービューティー」、2013年（平成25年）1月
- 「バイク王」広告キャラクター、2012年（平成24年）4月[18]
- 「デジタルCHINTAI」カバーガール、2012年（平成24年）2月[19]
- 「花王エッセンシャル」カワイイをつくる.com モデル[20]、2011年（平成23年）8月[21]〜
- 「共立メンテナンス」ただいまおかえり編、2007年（平成19年）2〜3月
- 「岩瀬日本大学」ポスターモデル、2006年（平成18年）5月
- 「JR東日本」ポスターモデル、2005年（平成17年）
- 「IXY DIGITAL・L」キヤノンWebモデル、2003年（平成15年）6月

### SHOW
- 東京ガールズコレクション 2012 SPRING/SUMMER、2012年（平成24年）3月3日[8][9]

### 映画
- 「君に届け」、2010年（平成22年）9月25日公開

### PV
- シクラメン「僕の宝物」[22]2011年（平成23年）9月28日 リリース

### CD
- 「Life is beautiful」[23] / Tomato n' Pine（2009年（平成21年）4月4日）

### DVD
- マガジンメイト 奏木純[24] （リバプール、2008年（平成20年））
- ヤングマガジンDVD スペシャルエディション[25] (リバプール、2010年（平成22年）)

### その他コンテンツ
- 美女暦